# Oskar Negt
Oskar Negt (født 1. august 1934 i Visjnevoje, Østpreussen, død 2. februar 2024) var en tysk filosof, socialteoretiker og marxist fra Frankfurterskolen. Han studerede filosofi og socialvidenskab hos Max Horkheimer og Theodor W. Adorno. Han var fra 1970 professor i sociologi ved universitetet i Hannover.
Oskar Negt blev udnævnt til æresprofessor ved Roskilde Universitet (RUC), som også har bidraget med at oversætte ham til dansk.

## Udvalgt bibliografi
- Det levende arbejde – den stjålne tid, ISBN 87-7378-036-7
- Sociologisk fantasi og eksemplarisk indlæring: til teori og praksis i arbejderuddannelsen, ISBN 87-87437-34-1
- Overvejelser til en kritisk læsning af Marx og Engels, ISBN 87-7330-049-7